# Ptychostomum axel-blyttii
Ptychostomum axel-blyttii là một loài Rêu trong họ Bryaceae. Loài này được (H. Philib.) J.R. Spence mô tả khoa học đầu tiên năm 2007.